# Eric Lindros
Temple de la renommée : 2016
Eric Bryan Lindros (né le 28 février 1973 à London en Ontario) est un joueur professionnel canadien de hockey sur glace.

## Carrière en club

### Ses débuts
Eric Lindros est d'origine suédoise : son arrière-grand-père, Axel, immigra au Canada et Eric fait partie de la troisième génération de sa famille à être née au Canada. Eric est le fils de Carl Lindros qui a l'occasion de jouer dans la Ligue canadienne de football mais également dans la Ligue nationale de hockey. Cependant, dans la LNH, les Black Hawks de Chicago ne lui proposent qu'un rôle d'homme fort alors que les Eskimos d'Edmonton lui offrent un contrat de 7 200 dollars par année. Carl refuse donc les deux propositions et devient expert-comptable. Sa mère, Bonnie, est infirmière et il a un frère cadet, Brett et une sœur, Robin. Natif de London en Ontario, Eric Lindros commence à patiner et jouer au hockey à l'âge de 10 ans dans la ville de Toronto. Il fait alors partie de l'organisation des St. Michael's Buzzers, une équipe de Toronto. En 1988-1989, âgé de 15 ans, Eric Lindros joue avec l'équipe principale du club, aux côtés de joueurs âgés de 20 ans. Au cours de cette saison, il comptabilise un total de 193 minutes de pénalités au cours de la saison régulière. Il comptabilise également plus de nombreuses minutes de pénalités (139 selon le site de l'équipe, 155 selon le site de la LNH et celui du Temple de la renommée) tout en aidant son équipe à remporter le titre de champion de la ligue de hockey junior « Metro B ».
Surnommé The next One (le prochain Grand) en référence à Wayne Gretzky lui-même The Great One, Lindros manque tout de même de confiance en lui malgré son talent et sa taille. Ainsi, à la fin de la saison 1988-1989, il est éligible pour être choisi au repêchage junior de la Ligue de hockey de l'Ontario. Ses parents demandent alors aux Greyhounds de Sault-Sainte-Marie, première équipe à devoir choisir, de ne pas sélectionner le jeune joueur. En effet, Sault-Sainte-Marie se situe à plus de 7 heures de voitures de Toronto. Malgré tout, Phil Esposito, propriétaire des Greyhounds, le sélectionne comme l'équipe avait repêché Gretzky en 1977. Le clan Lindros reste ferme sur ses positions et Éric commence la saison 1989-1990 dans la North American Hockey League avec les Compuware Ambassadors de Détroit. Finalement, la situation se décoince le 18 décembre 1989 quand il est échangé aux Generals d'Oshawa en retour de Mike DeCoff, Jason Denomme, Mike Lenarduzzi, trois futurs choix de repêchages ainsi que 80 000 dollars.
Alors que le repêchage d'entrée dans la Ligue nationale de hockey 1991 se prépare, Lindros annonce une nouvelle fois clairement ses intentions : pour rien au monde, il ne jouera pour la franchise des Nordiques de Québec alors pressentie pour avoir le premier choix. Le jour du repêchage, les Nordiques, choisissant en premier, optent tout de même pour Lindros. Il refuse, comme c'est d'ordinaire la tradition, de passer le maillot de l'équipe.
Il rejoint finalement les Flyers de Philadelphie contre Peter Forsberg, Ron Hextall, Chris Simon, Mike Ricci, Kerry Huffman et Steve Duchesne, ainsi que le premier choix des deux repêchages suivants et enfin la somme de 15 000 000 dollars américains. Cet échange sera vite considéré comme le pire de l'histoire de la LNH.

### Lindros, capitaine des Flyers de Philadelphie
Avec son physique imposant, sa force et sa maîtrise de la rondelle, Lindros s'impose comme le joueur numéro un de la franchise. En septembre 1994, Lindros succède à Kevin Dineen au poste de capitaine des Flyers. Il reste avec les Flyers pendant huit saisons et il se classe quasiment à chaque fois dans le Top 4 des meilleurs pointeurs de la ligue lors de ses cinq premières saisons. Mais il commence déjà à souffrir de blessures nombreuses.
Il forme avec John LeClair et Mikael Renberg une ligne crainte dans la ligue : la ligne « Legion of Doom » (Légion du Mauvais Destin). Il inscrit alors 40 buts au cours des deux premières saisons chez les Flyers et gagne même le trophée Hart de 1995 (29 buts et 41 passes en 46 parties).
En 1997, il mène les Flyers en finale de Coupe Stanley mais ils sont écrasés en finale par les Red Wings de Détroit 4 matchs à 0 (Lindros n'inscrira qu'un seul but lors de la série finale).
Les relations de Lindros avec le directeur général des Flyers, Bobby Clarke, commencent à se détériorer et ils s'affrontent à travers des déclarations à la presse. Lindros souffre d'une série de traumatismes crânien et il est obligé de manquer des matchs.
Le 1er avril 1999 au cours d'un match contre les Predators de Nashville il se blesse encore une fois et il lui est diagnostiqué un problème aux côtes. Il retourne à l'hôtel et son coéquipier Keith Jones le retrouve tout pâle et immobile.
Malgré la volonté des dirigeants de rapatrier Lindros en compagnie de Mark Recchi (également blessé) par avion à Philadelphie, Jones insiste pour que Lindros soit conduit à l'hôpital le plus proche afin d'être soigné au plus vite.
Les docteurs découvrent alors un affaissement d'un poumon pour Lindros dû à un saignement interne de la poitrine. Il est alors estimé que Lindros a déjà perdu la moitié du volume total de son sang. À la suite de cette histoire, le père de Lindros accuse la direction d'avoir failli causer la mort d'Eric.
La saison d'après, il critique l'équipe médicale de l'équipe et en réponse, la direction décide de lui retirer le brassard de capitaine au profit d'Eric Desjardins.
Au cours d'un match des séries éliminatoires de la Coupe Stanley, il reçoit une mise en échec sérieuse de la part de Scott Stevens des Devils du New Jersey qui lui causera une nouvelle commotion cérébrale.
Les Flyers perdent le match et la série et Lindros devient alors agent libre.
Le 28 août 2017, l'organisation des Flyers annonce que le chandail de Lindros, le numéro 88, sera retiré lors d'une cérémonie d'avant match se tenant le 18 janvier 2018.

### Rangers de New York
L'été suivant, Lindros refuse de signer une prolongation de contrat avec les Flyers, qui possédaient toujours les droits du joueur.
Remis de ses blessures, Lindros peut rejouer en décembre 2000 mais les Flyers refusent de vendre ses droits aux Maple Leafs de Toronto et Lindros manque alors totalement la saison 2000-2001 de la LNH.
Clarke transfère Lindros à contrecœur aux Rangers de New York en échange de Jan Hlavac, Kim Johnsson, Pavel Brendl et un choix au repêchage conditionnel en septembre 2001.
Il joue alors pour les Rangers pendant trois saisons. La saison 2002-2003 de la LNH sera sa première saison complète sans blessure mais l'année d'après il subit un huitième traumatisme crânien.
Deux docteurs qui ne l'ont ni vu ni examiné lui conseillent malgré tout d'arrêter de jouer. Lindros décide de continuer et il devient encore une fois un agent libre à la fin de la saison.

### Maple Leafs de Toronto
Le 11 août 2005 après le lock-out 2004-2005, Lindros signe un contrat d'un an pour une valeur de 1,55 million de dollars avec les Maple Leafs de Toronto pour la saison 2005-2006 de la LNH.
Il réalise un début de saison tonitruant avec 22 points en 32 matchs mais malheureusement il se blesse au cours d'un match contre les Stars de Dallas le 20 décembre 2005. Il souffre alors d'une déchirure de ligament à son poignet gauche.
Il manque alors 27 matchs puis revient dans l'équipe le 28 février 2006. Cela dit ce retour ne sera que de courte durée, il se reblesse à ce même poignet sur un lancer-frappé cinq jours plus tard.
Deux jours plus tard, il est opéré du poignet par le Docteur Herb von Schroeder mais pour Lindros la saison est définitivement terminée.

### Stars de Dallas
Le 17 juillet 2006, Lindros signe un contrat d'un an pour la saison 2006-2007 de la LNH avec les Stars de Dallas. Il met fin à sa carrière le 8 novembre 2007.

### Trophées LNH
- Sélectionné dans l'équipe de meilleures recrues - saison 1992-1993 de la LNH
- Trophée Bobby-Clarke (trophée interne aux Flyers pour le meilleur joueur de la saison) - 1994, 1995, 1996, 1999
- A participé au Match des étoiles lors de 6 occasions - 1994, 1996, 1997, 1998, 1999, 2000
- Nommé parmi les 100 plus grands joueurs de la LNH à l'occasion du centenaire de la ligue[12] - 2017

## Statistiques
| Saison     | Équipe                 | Ligue      |     | Saison régulière | Saison régulière | Saison régulière | Saison régulière | Saison régulière |    | Séries éliminatoires | Séries éliminatoires | Séries éliminatoires | Séries éliminatoires | Séries éliminatoires |
| Saison     | Équipe                 | Ligue      | PJ  | B                | A                | Pts              | Pun              | PJ               | B  | A                    | Pts                  | Pun                  |                      |                      |
| 1989-1990  | Generals d'Oshawa      | LHO        | 25  | 17               | 19               | 36               | 61               | 17               | 18 | 18                   | 36                   | 76                   |                      |                      |
| 1990-1991  | Generals d'Oshawa      | LHO        | 57  | 71               | 78               | 149              | 189              | 16               | 18 | 20                   | 38                   | 93                   |                      |                      |
| 1991-1992  | Generals d'Oshawa      | LHO        | 13  | 9                | 22               | 31               | 54               |                  |    |                      |                      |                      |                      |                      |
| 1992-1993  | Flyers de Philadelphie | LNH        | 61  | 41               | 34               | 75               | 147              |                  |    |                      |                      |                      |                      |                      |
| 1993-1994  | Flyers de Philadelphie | LNH        | 65  | 44               | 53               | 97               | 103              |                  |    |                      |                      |                      |                      |                      |
| 1994-1995  | Flyers de Philadelphie | LNH        | 46  | 29               | 41               | 70               | 60               | 12               | 4  | 11                   | 15                   | 18                   |                      |                      |
| 1995-1996  | Flyers de Philadelphie | LNH        | 73  | 47               | 68               | 115              | 163              | 12               | 6  | 6                    | 12                   | 43                   |                      |                      |
| 1996-1997  | Flyers de Philadelphie | LNH        | 52  | 32               | 47               | 79               | 136              | 19               | 12 | 14                   | 26                   | 40                   |                      |                      |
| 1997-1998  | Flyers de Philadelphie | LNH        | 63  | 30               | 41               | 71               | 134              | 5                | 1  | 2                    | 3                    | 17                   |                      |                      |
| 1998-1999  | Flyers de Philadelphie | LNH        | 71  | 40               | 53               | 93               | 120              |                  |    |                      |                      |                      |                      |                      |
| 1999-2000  | Flyers de Philadelphie | LNH        | 55  | 27               | 32               | 59               | 83               | 2                | 1  | 0                    | 1                    | 0                    |                      |                      |
| 2001-2002  | Rangers de New York    | LNH        | 72  | 37               | 36               | 73               | 138              |                  |    |                      |                      |                      |                      |                      |
| 2002-2003  | Rangers de New York    | LNH        | 81  | 19               | 34               | 53               | 141              |                  |    |                      |                      |                      |                      |                      |
| 2003-2004  | Rangers de New York    | LNH        | 39  | 10               | 22               | 32               | 60               |                  |    |                      |                      |                      |                      |                      |
| 2005-2006  | Maple Leafs de Toronto | LNH        | 33  | 11               | 11               | 22               | 43               |                  |    |                      |                      |                      |                      |                      |
| 2006-2007  | Stars de Dallas        | LNH        | 49  | 5                | 21               | 26               | 70               | 3                | 0  | 0                    | 0                    | 4                    |                      |                      |
| Totaux LNH | Totaux LNH             | Totaux LNH | 760 | 372              | 493              | 865              | 1 398            | 53               | 24 | 33                   | 57                   | 122                  |                      |                      |

## Carrière internationale
Lindros a joué pour l'équipe du Canada de hockey sur glace lors des compétitions suivantes :
- Championnat du monde :
  - Junior en 1989, 1990, 1991 et 1992 ;
  - Senior en 1993.
- Coupe Canada :
  - 1991 –  médaille d'or.
- Coupe du monde de hockey :
  - 1996.
- Jeux olympiques d'hiver :
- 1992 à Albertville –  médaille d'argent ;
- 1998 à Nagano ;
- 2002 à Salt Lake City –  médaille d'or.